# Уикс, Сидни
Сидни Уикс (англ. Sidney Wicks, род. 19 сентября 1949, Лос-Анджелес, Калифорния, США) — американский профессиональный баскетболист, отыгравший 10 сезонов в Национальной баскетбольной ассоциации за клубы «Портленд Трэйл Блэйзерс», «Бостон Селтикс» и «Сан-Диего Клипперс». Новичок года НБА 1972 года, а также четырёхкратный участник матча всех звёзд НБА.

## Профессиональная карьера
Уикс был выбран на драфте НБА 1971 года клубом «Портленд Трэйл Блэйзерс» под общим 2 номером. Клуб заплатил 250 000 долларов команде «Кливленд Кавальерс», чтобы та не выбирала его на драфте. Он также был выбран на драфте АБА 1971 года клубом «Даллас Чапаррелс». В своём дебютном сезоне в НБА он в среднем за игру набирал 24,5 очка и делал 11,5 подборов, за что был назван новичком года НБА, а также приглашён для участия в матче всех звёзд НБА. Уикс отыграл за «Трэйл Блэйзерс» с 1971 по 1976 год и четыре раза участвовал в матчах всех звёзд. Он также являлся рекордсменом клуба по количеству сделанных подборов за игру — 27.
В октябре 1976 года Уикс был продан в «Бостон Селтикс», где он пробыл до 1978 года. После этого он перешёл в «Сан-Диего Клипперс», где оставался до 1981 года. По завершении своей карьеры в НБА, он один год отыграл в чемпионате Италии.

## После ухода из НБА
После завершения профессиональной карьеры игрока Уикс прожил год в Италии, после чего вернулся в США. Четыре года проработал на должности помощника главного тренера (Уолта Хаззарда) баскетбольной команды «УКЛА Брюинз». После этого Сидни занялся продажей недвижимости, жил в Атланте, Флориде и Лос-Анджелесе. С 1973 по 1979 годы Уикс состоял в браке, в котором у него родилась дочь Сибан.

## Статистика

### Статистика в НБА
| Сезон                                                                                    | Команда            | Регулярный сезон | Регулярный сезон | Регулярный сезон | Регулярный сезон | Регулярный сезон | Регулярный сезон | Регулярный сезон | Регулярный сезон | Регулярный сезон | Регулярный сезон | Регулярный сезон | Серия плей-офф | Серия плей-офф | Серия плей-офф | Серия плей-офф | Серия плей-офф | Серия плей-офф | Серия плей-офф | Серия плей-офф | Серия плей-офф | Серия плей-офф | Серия плей-офф |
| Сезон                                                                                    | Команда            | GP               | GS               | MPG              | FG%              | 3P%              | FT%              | RPG              | APG              | SPG              | BPG              | PPG              | GP             | GS             | MPG            | FG%            | 3P%            | FT%            | RPG            | APG            | SPG            | BPG            | PPG            |
| ---------------------------------------------------------------------------------------- | ------------------ | ---------------- | ---------------- | ---------------- | ---------------- | ---------------- | ---------------- | ---------------- | ---------------- | ---------------- | ---------------- | ---------------- | -------------- | -------------- | -------------- | -------------- | -------------- | -------------- | -------------- | -------------- | -------------- | -------------- | -------------- |
| 1971/72                                                                                  | Портленд           | 82               |                  | 39,6             | 42,7             |                  | 71,0             | 11,5             | 4,3              |                  |                  | 24,5             | Не участвовал  | Не участвовал  | Не участвовал  | Не участвовал  | Не участвовал  | Не участвовал  | Не участвовал  | Не участвовал  | Не участвовал  | Не участвовал  | Не участвовал  |
| 1972/73                                                                                  | Портленд           | 80               |                  | 39,4             | 45,2             |                  | 72,3             | 10,9             | 5,5              |                  |                  | 23,8             | Не участвовал  | Не участвовал  | Не участвовал  | Не участвовал  | Не участвовал  | Не участвовал  | Не участвовал  | Не участвовал  | Не участвовал  | Не участвовал  | Не участвовал  |
| 1973/74                                                                                  | Портленд           | 75               |                  | 38,0             | 45,9             |                  | 76,2             | 9,1              | 4,3              | 1,2              | 0,8              | 22,5             | Не участвовал  | Не участвовал  | Не участвовал  | Не участвовал  | Не участвовал  | Не участвовал  | Не участвовал  | Не участвовал  | Не участвовал  | Не участвовал  | Не участвовал  |
| 1974/75                                                                                  | Портленд           | 82               |                  | 38,6             | 49,7             |                  | 70,6             | 10,7             | 3,5              | 1,3              | 1,0              | 21,7             | Не участвовал  | Не участвовал  | Не участвовал  | Не участвовал  | Не участвовал  | Не участвовал  | Не участвовал  | Не участвовал  | Не участвовал  | Не участвовал  | Не участвовал  |
| 1975/76                                                                                  | Портленд           | 79               |                  | 38,5             | 48,3             |                  | 67,4             | 9,0              | 3,1              | 1,0              | 0,7              | 19,1             | Не участвовал  | Не участвовал  | Не участвовал  | Не участвовал  | Не участвовал  | Не участвовал  | Не участвовал  | Не участвовал  | Не участвовал  | Не участвовал  | Не участвовал  |
| 1976/77                                                                                  | Бостон             | 82               |                  | 32,2             | 45,8             |                  | 66,8             | 10,0             | 2,1              | 0,8              | 0,7              | 15,1             | 9              |                | 29,0           | 51,9           |                | 72,3           | 9,2            | 1,8            | 1,4            | 0,3            | 13,1           |
| 1977/78                                                                                  | Бостон             | 81               |                  | 29,8             | 46,7             |                  | 66,0             | 8,3              | 2,1              | 0,8              | 0,6              | 13,4             | Не участвовал  | Не участвовал  | Не участвовал  | Не участвовал  | Не участвовал  | Не участвовал  | Не участвовал  | Не участвовал  | Не участвовал  | Не участвовал  | Не участвовал  |
| 1978/79                                                                                  | Сан-Диего Клипперс | 79               |                  | 25,6             | 46,2             |                  | 65,0             | 5,1              | 1,6              | 0,9              | 0,5              | 9,8              | Не участвовал  | Не участвовал  | Не участвовал  | Не участвовал  | Не участвовал  | Не участвовал  | Не участвовал  | Не участвовал  | Не участвовал  | Не участвовал  | Не участвовал  |
| 1979/80                                                                                  | Сан-Диего Клипперс | 71               |                  | 30,2             | 42,3             | 0,0              | 54,6             | 5,8              | 3,0              | 1,1              | 0,7              | 7,1              | Не участвовал  | Не участвовал  | Не участвовал  | Не участвовал  | Не участвовал  | Не участвовал  | Не участвовал  | Не участвовал  | Не участвовал  | Не участвовал  | Не участвовал  |
| 1980/81                                                                                  | Сан-Диего Клипперс | 49               |                  | 22,1             | 43,7             | 0,0              | 50,7             | 4,6              | 2,3              | 0,8              | 0,8              | 6,7              | Не участвовал  | Не участвовал  | Не участвовал  | Не участвовал  | Не участвовал  | Не участвовал  | Не участвовал  | Не участвовал  | Не участвовал  | Не участвовал  | Не участвовал  |
|                                                                                          | Всего              | 760              |                  | 33,9             | 45,9             | 0,0              | 68,5             | 8,7              | 3,2              | 1,0              | 0,7              | 16,8             | 9              |                | 29,0           | 51,9           |                | 72,3           | 9,2            | 1,8            | 1,4            | 0,3            | 13,1           |
| Наведите курсор мыши на аббревиатуры в заголовке таблицы, чтобы прочесть их расшифровку. |                    |                  |                  |                  |                  |                  |                  |                  |                  |                  |                  |                  |                |                |                |                |                |                |                |                |                |                |                |